# 中山醫學大學
24°7′18″N 120°39′5″E / 24.12167°N 120.65139°E

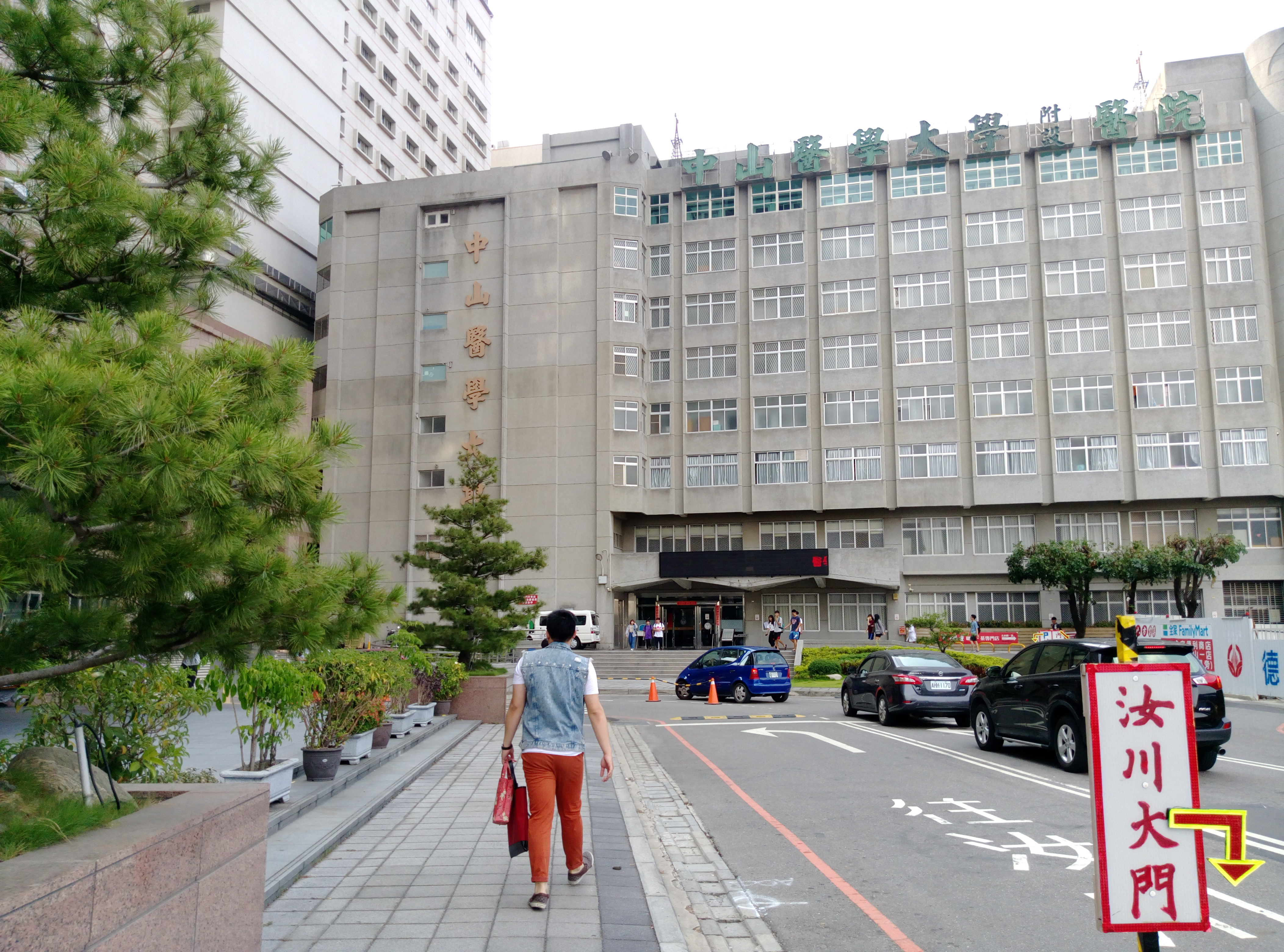
中山醫學大學附設醫院

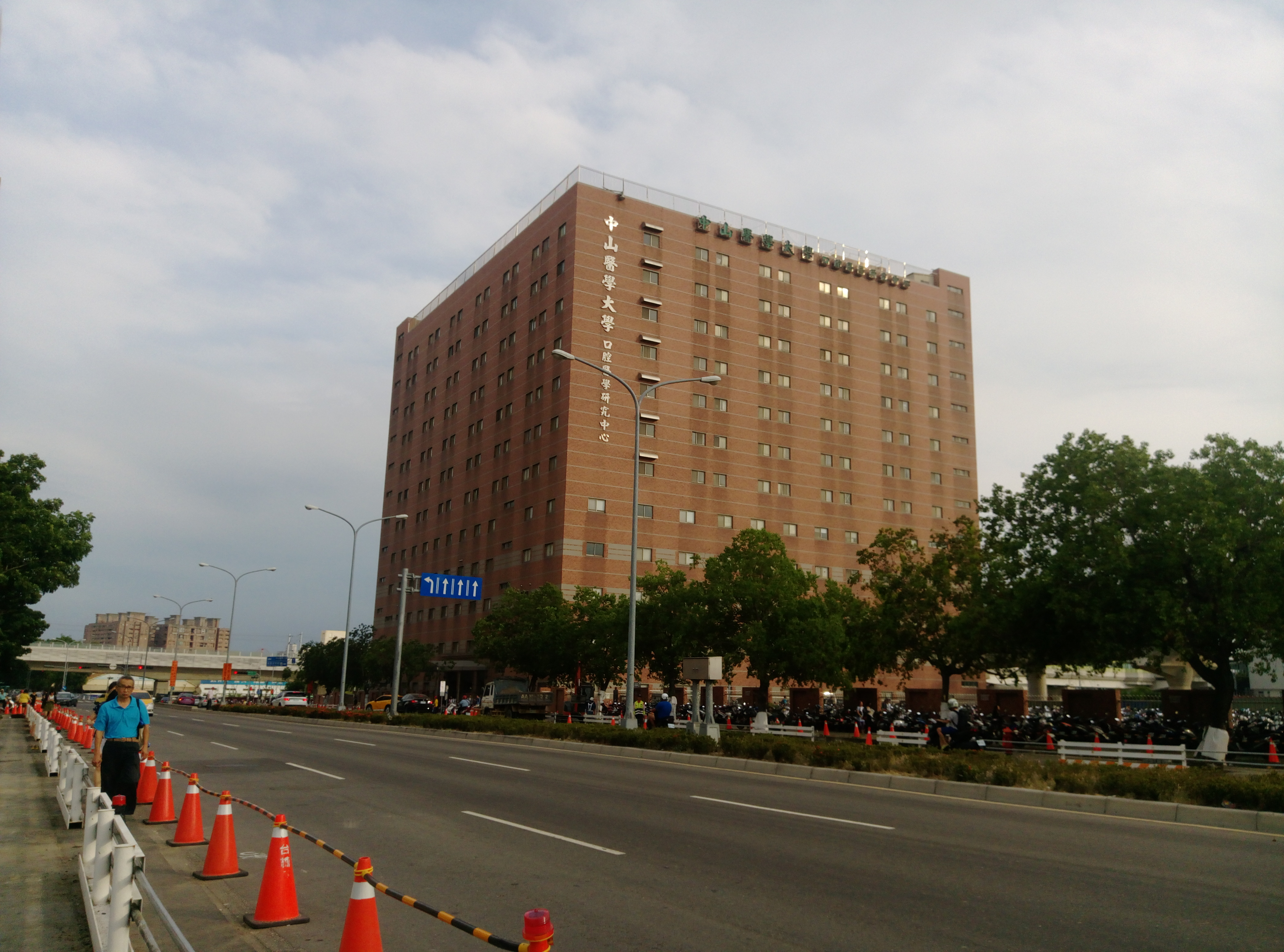
中山醫學大學口腔醫學研究中心

中山醫學大學，簡稱中山醫大、中山醫，是位於臺灣臺中市南區的一所醫學大學，設有醫學、口腔醫學、醫學科技及健康管理等四個學院。其附設醫院分為本院大慶院區及文心院區與中興分院等三處，其中大慶院區位在校本部旁，規模最大。
中山醫學大學校本部鄰近捷運大慶站、臺鐵大慶車站。根據CWUR世界大學排名，中山醫大在台灣的大學中排行第17名，世界排名1157名；U.S. News最佳全球大學排名世界1544名，亞洲第528名，台灣第20名，另外臨床醫學排世界684名。

## 歷史
牙醫周汝川博士鑒於戰後臺灣的牙醫師不足，遂於1960年創設中山牙科專科學校，（簡稱中山牙專），僅設有牙科，是中山醫學大學的前身。2年後增設醫科，學校改名為中山醫學專科學校（簡稱中山醫專），其後陸續增設護理科與醫事技術科。當時，牙科、醫科、護理科招收高中畢業生，牙科修業初為四年後延長為五年，醫科修業先為四年後延長為五年乃至六年，護理科修業為三年均屬三專學歷，醫技科招收初中畢業生修業五年，屬於五專學歷。
專科學校在1977年升格為獨立學院中山醫學院，2001年7月升格為大學中山醫學大學，同年8月附設醫院也奉准改制更名為「中山醫學大學附設醫院」。
中山醫大學生總數達7,385人，於臺灣的醫學大學中排名第二，僅次於中國醫大7,410人（高醫大6,896人，北醫大5,840人，慈濟大學3,389人）
99學年度起「醫學研究所」、「醫學分子毒理學研究所」整併為「醫學研究所」；「免疫學研究所」與「醫學應用微生物研究所」整併更名為「微生物免疫研究所」。2012年，通識教育中心自醫學人文暨社會學院移出，改編為一級單位。2013年，臺灣語文學系停招。2014年，醫學社會暨社會工作學系自醫學人文暨社會學院改隸醫學院。2016年2月，應用外國語言學系自醫學人文暨社會學院改隸健康管理學院，至此，醫學人文暨社會學院轄下僅存已停止招生之臺灣語文學系。師資培育中心亦於2007年停止招生、2009年停止開課，該學院將裁撤。

## 學校環境

### 校本部
位於建國北路一段與文心南路交叉口，西側緊鄰附設醫院大慶院區以及口腔醫學研究中心。

### 校地面積
校本部5公頃、大慶校區（僅存文心南路上的運動場，教學區現為華廣生技公司）、大慶宿舍及附設醫院為19.8163公頃（此為大慶校區出售前），另開發中之苗栗縣公館之基礎醫學分部之校地約有41公頃。

## 學術單位
截至2023年為止，有醫學院、口腔醫學院、健康管理學院及醫學科技學院等4個學院，共有20個醫學相關科系、2個研究所，其中5個科系有博士班。

## 知名校友
- 邱文達 - 首任衛福部長，曾任台北醫學大學校長。
- 莊和子 - 前立法委員。
- 柯建銘 - 現任立法委員及立法院民進黨團總召。
- 詹啟賢 - 曾任衛生署長，前臺南奇美醫院院長。
- 張溫鷹 - 曾任臺中市市長。
- 陳其邁 - 現任高雄市長，曾任高雄市代理市長、行政院發言人、總統府副秘書長。前立法委員。前行政院副院長。現任高雄市市長。
- 黃蓮奇 - 臺北市立聯合醫院和平院區醫務長。
- 黃美娜 - 中山醫學系第11屆，美國約翰霍普金斯大學公共衛生碩士，行政院衛生署護理及健康照護處處長。
- 李順安 - 李綜合醫院前總院長（創辦人），李綜合醫療社團體系總裁。
- 鄭炯明 - 文學臺灣基金會董事長、翁俊六聯合診所主治醫師。
- 林靜儀 - 現任衛生福利部政務次長，曾任立法委員、民主進步黨立法院黨團副幹事長、無任所大使[1]、民進黨婦女部及國際事務部主任，民主進步黨發言人。
- 徐雪鈞 - 澳門女子跳水运动员。
- 高大成 - 知名法醫。
- 黃信綸 - 經濟部技術處-東部功效原料及安全檢測實驗室環境建構計畫主持人、經濟部東創中心經理、臺灣深層海水資源利用學會秘書長、110年台東縣社會優秀青年、國立台東大學食品學程／生醫學程兼任助理教授
- 宋建人 - 美国布朗大学病理系教授、马来西亚居銮中华中学前校长宋世廉之子

## 外部連結
- 官方网站
- 中山醫學大學附設醫院（页面存档备份，存于）
- 中山醫學大學口腔醫學研究中心（页面存档备份，存于）